# Le Prince des chats
Pour plus de détails, voir Fiche technique et Distribution.
Le Prince des chats (Der Katzenprinz) est un film tchécoslovaco-est-allemand réalisé par Ota Koval (cs), sorti en 1979.

## Fiche technique
- Titre original : Der Katzenprinz
- Titre tchèque : Kočičí princ
- Titre français : Le Prince des chats[2]
- Réalisateur : Ota Koval (cs)
- Scénario : Ota Hofman, Ota Koval (cs)
- Photographie : Pavel Dosoudil, Andrej Barla
- Montage : Zdenek Stehlík
- Musique : Luboš Sluka (cs)
- Sociétés de production : Deutsche Film AG, Filmové studio Barrandov
- Pays de production :  Allemagne de l'Est,  Tchécoslovaquie
- Langue de tournage : allemand
- Format : Couleur Orwo - 1,66:1 - 35 mm
- Durée : 82 minutes (1h22)
- Genre : Conte merveilleux
- Dates de sortie :
  - Tchécoslovaquie : septembre 1979
  - Allemagne de l'Est : 14 octobre 1979
  - France : 24 décembre 1980 (en salles[2]) ; 2 mars 2021 (DVD)
  - Danemark : 30 octobre 1981

## Distribution
- Pavel Hachle : Radek
- Žaneta Fuchsová (cs) : Terezka
- Winfried Glatzeder : Albert
- Jana Andrsová-Večtomová : Mère
- Vlastimil Hašek (cs) : Père
- Bohumil Vávra : le pêcheur, le cocher, le grand-père
- Tereza Brodská (cs) : la princesse des chats
- Valerie Kaplanová (cs) : Babizna
- Jaroslava Schallerová : Snehurka
- Kurt Sperling (de) : Sedlák
- Rüdiger Flakus : le petit prince

## Exploitation
Le film est sorti en France en DVD Blu-Ray chez Artus Film le 2 mars 2021.